# Erster Österreichischer Türkenkrieg

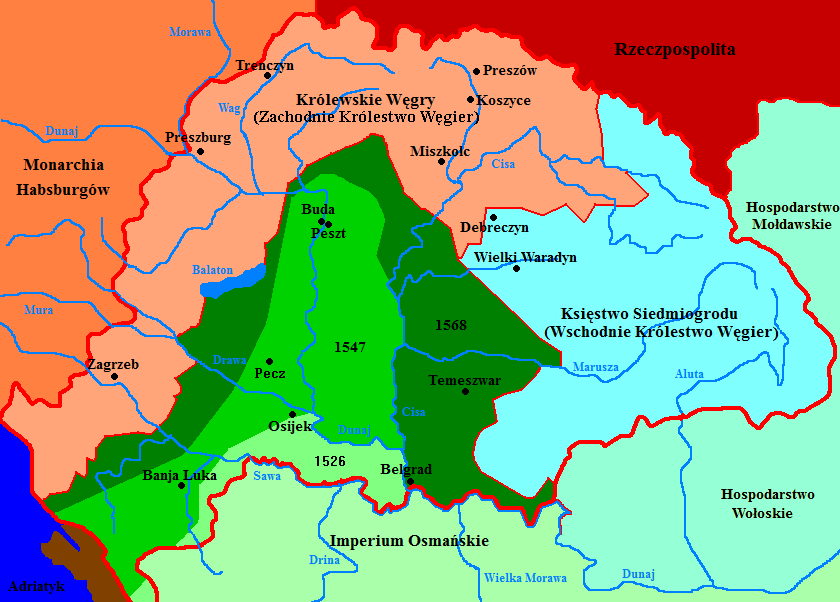
Entwicklung der Machtbereiche in Ungarn zwischen 1526 und 1568

Der erste österreichische Türkenkrieg begann 1526/27 und erreichte mit der ersten Wiener Türkenbelagerung 1529 und dem Türkenjahr 1532 seinen Höhepunkt. Ein Frieden wurde 1533 in Konstantinopel geschlossen. Es ging dabei um den Besitz des Königreichs Ungarn. Da auch die folgenden Kriege, vor allem 1541/42, 1550 und 1568, um die Herrschaft über Ungarn ausgetragen wurden, wird der Gesamtkomplex vom ersten Einmarsch der Osmanen in Ungarn 1521 bis zum Tod Süleymans I. 1566 häufig als ein zusammenhängender Konfliktbereich betrachtet. Er wird teilweise auch als Ungarischer Bürgerkrieg bezeichnet. Der Krieg zwischen 1566 und 1568 wird teilweise auch als zweiter österreichischer Türkenkrieg bezeichnet.
Nach dem Tod des ungarischen Königs Ludwig II. von Böhmen und Ungarn in der Schlacht von Mohács gegen die Osmanen 1526 gab es zwei Anwärter auf den Königsthron: Der eine war der von den Osmanen unterstützte Magnat und Woiwode von Siebenbürgen Johann Zápolya, der andere der spätere römisch-deutsche König und Kaiser Ferdinand Erzherzog von Österreich. Ferdinand versuchte seine Ansprüche mit Gewalt durchzusetzen, woraufhin Zápolya den Sultan um Hilfe ersuchte. Dieser griff 1529 und 1532 die österreichischen Kernländer an, ohne den Gegner besiegen zu können. Ferdinand ging 1541 und 1542 in die Offensive, um Ungarn unter seine Kontrolle zu bringen. Das Ergebnis dieser Kämpfe war, dass Ungarn für lange Zeit dreigeteilt war. Im Westen herrschten die Habsburger im sogenannten Königlichen Ungarn, in Mittelungarn (Türkisch-Ungarn) die Osmanen, und in Siebenbürgen existierte in der Nachfolge Zápolyas ein osmanischer Vasallenstaat, das evangelische, nach dem Edikt von Torda mit weitgehender Religionsfreiheit versehene magnatische Wahlfürstentum Siebenbürgen. Die späteren Kämpfe änderten an dieser Grundkonstellation nichts mehr, obwohl die Osmanen weiter an Boden gewannen.

## Osmanischer Angriff auf Ungarn
Sultan Süleyman I. verfolgte eine Expansionspolitik in Richtung Westen, nachdem seine unmittelbaren Vorfahren vor allem im Osten das Osmanische Reich erweitert hatten. Dabei war sein Hauptziel Österreich. Mit Ungarn plante er, zunächst auf diplomatischem Weg eine Einigung zu erzielen. In Ungarn selbst hatte kurz zuvor der neue junge König Ludwig II. den Thron bestiegen. Eine eigenständige politische Rolle spielte er nicht. Er war stattdessen ein Spielball der Interessen ungarischer unterschiedlicher Adelsgruppen.
Entsandte osmanische Diplomaten wurden jedoch misshandelt oder gar getötet. Daraufhin wandte sich Suleiman zunächst gegen Ungarn.

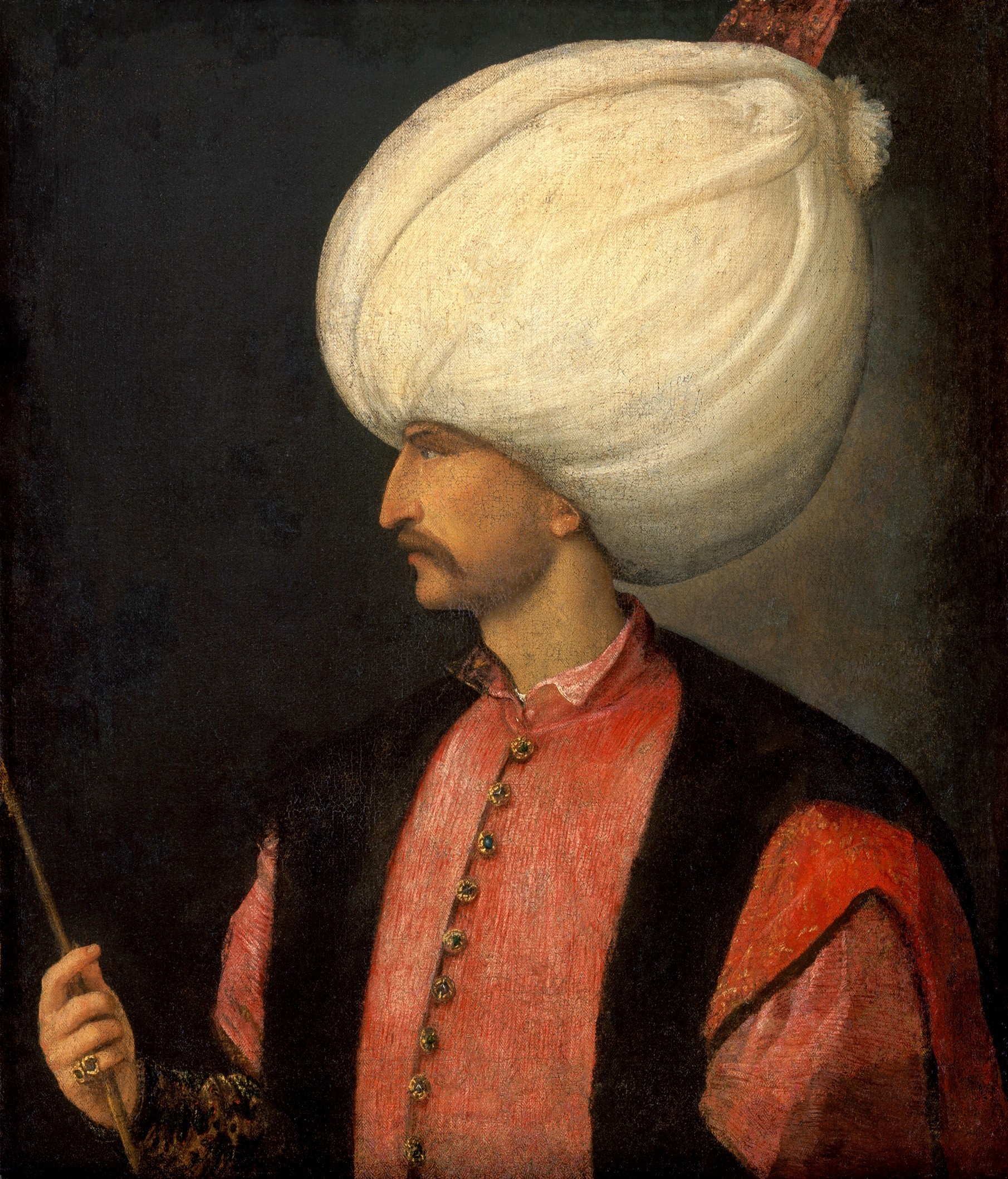
Sultan Süleyman I., unbekannter Künstler aus dem Umkreis Tizians, Wien, Kunsthistorisches Museum

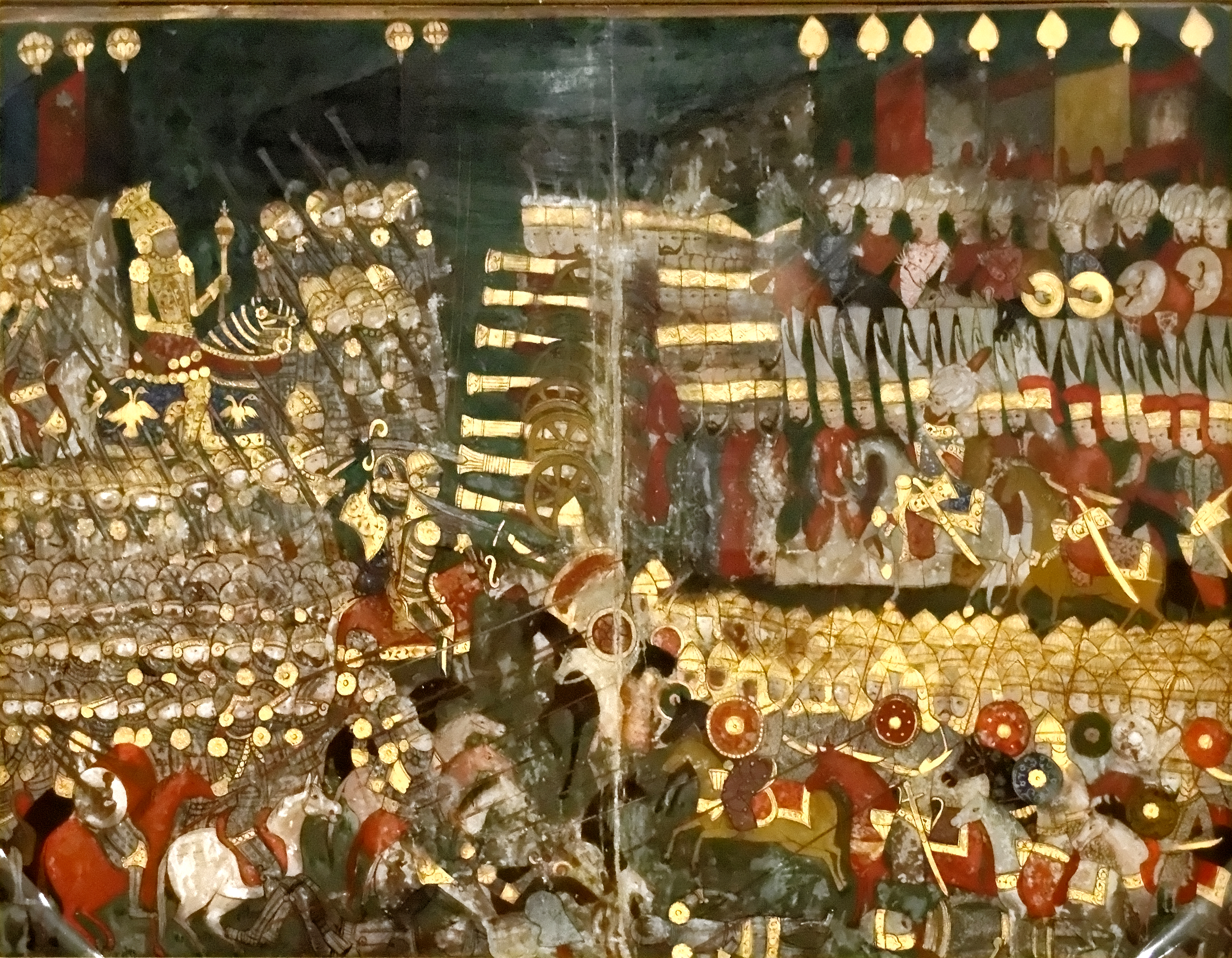
Schlacht von Mohács

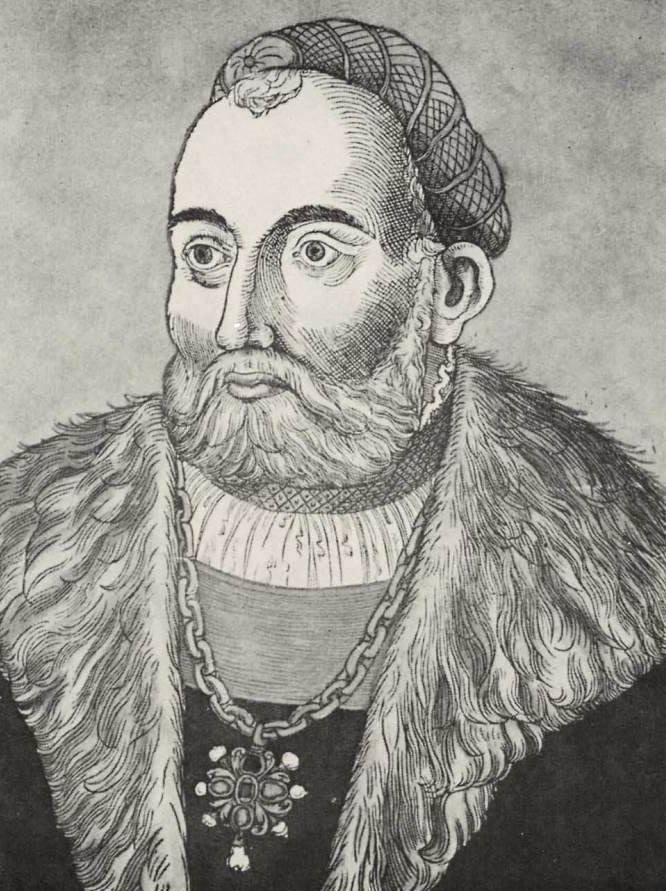
Johann Zápolya

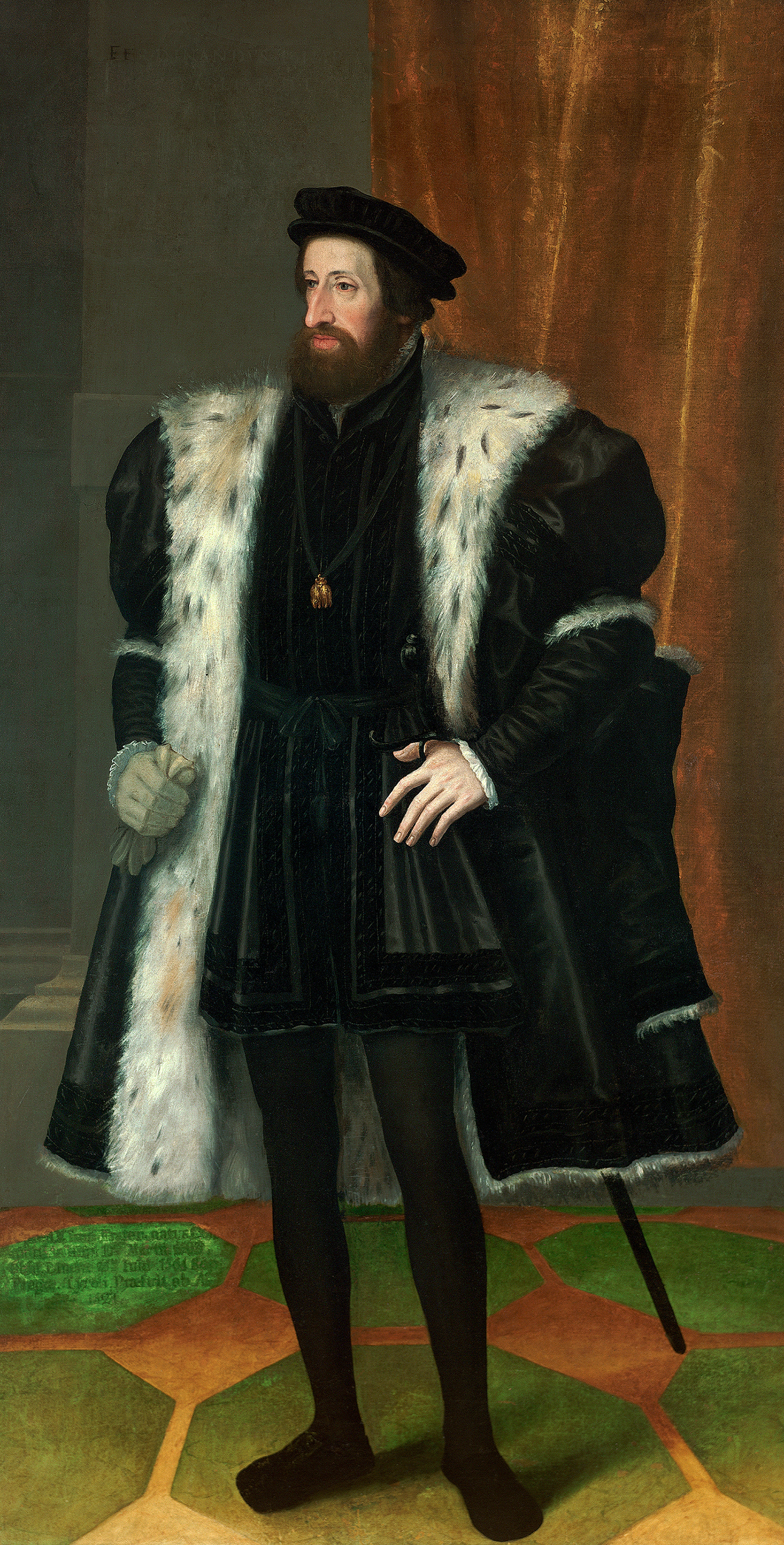
Ferdinand I.

Der Krieg hatte 1521 begonnen. In diesem Jahr fiel mit Belgrad nach einer vierwöchigen Belagerung ein strategisch wichtiges Einfallstor nach Mitteleuropa in die Hände der Osmanen. Durch einen Angriff der Osmanen auf Rhodos kam es zu einer mehrjährigen Unterbrechung des Kampfes. Allerdings schalteten die Osmanen die ungarischen Grenzbefestigungen aus.
Auch konnte Ludwig II. keine militärische Hilfe von Karl V. erwarten, da dieser gerade  in Italien im Kampf mit Frankreich stand und  Ungarn für ihn ein nebensächliches Problem war. Allerdings bedeutete die Annäherung von Franz I. an das Osmanische Reich seit 1525 die Gefahr eines Zweifrontenkrieges. Zu einem formalen Abkommen kam es allerdings erst 1536 im Rahmen der sogenannten Kapitulationen. In Ungarn selbst war der König so gut wie handlungsunfähig, nachdem der Reichstag ihn 1525 weitgehend entmachtet hatte.
Im Jahr 1526 begann der eigentliche Vormarsch der Osmanen. Süleyman I. war verbündet mit Johann Zápolya, der Ambitionen auf die ungarische Krone hatte. Die osmanische Armee mit angeblich 60.000–70.000 Mann brach im April auf. Der Großwesir Ibrahim Pascha marschierte einige Tagesmärsche vor dem Hauptheer und eroberte am 12. Juli Peterwardein. Den gut ausgebildeten Osmanen hatte das ungarische Aufgebot kaum etwas entgegenzusetzen. Erst im Juni, als die ersten osmanischen Truppen bereits nahe Belgrad standen, begannen die Ungarn mit der Mobilisierung. Ihre Armee zählte etwa 28.000 Mann. Es fehlte nicht nur an Truppen, sondern auch an einer starken Führung. König Ludwig hatte seinen Schwager Ferdinand I. vergeblich um Hilfe gebeten, weil ihm klar war, dass die Ungarn allein den Krieg nicht gewinnen konnten. Lediglich der Papst schickte 4000 Söldner zur Unterstützung.
Die Ungarn hatten beschlossen, die Osmanen in einer Stellung bei Mohács zu erwarten. Das Hauptheer der Osmanen überquerte auf einer neu errichteten Brücke am 22. August den Fluss Drau. Die Ungarn wurden in der Schlacht bei Mohács vernichtend geschlagen. Mindestens 14.000 ungarische Kampfteilnehmer wurden getötet. Aber auch die Türken erlitten Verluste in ähnlicher Höhe. Der ungarische König Ludwig II. wurde auf der Flucht vom Schlachtfeld getötet. Die Osmanen nahmen am 10. September Ofen (Buda) ein und plünderten die königliche Residenz. Am 25. September wurde Pest in Brand gesteckt. Danach rückte das osmanische Heer über Belgrad wieder ab. Nur in den Grenzfestungen lagen noch osmanische Truppen.

## Krönungsfeldzug Ferdinand I.
Auch wenn sie das Land nicht besetzten, hatten sie nun dort entscheidenden Einfluss. Ihr Verbündeter Johann Zápolya konnte sich am 10. November zum König wählen lassen. Diesem Anspruch stand allerdings nach einem Vertrag von 1515 der Anspruch des Schwagers des getöteten Königs, Ferdinand Erzherzog von Österreich auf die böhmische und ungarische Krone gegenüber, sollte Ludwig ohne Nachkommen sterben. In Böhmen gelang es, diesen Anspruch auch durchzusetzen. In Ungarn stand er Zápolya gegenüber. Während dieser von einer großen Gruppe von Adeligen unterstützt wurde, konnte sich Ferdinand nur auf die kleinere Hofpartei stützen. Von den Angehörigen dieser Magnatengruppe ließ sich auch Ferdinand im Dezember 1526 zum König krönen. Zápolya wurde als König unter anderem von England, Frankreich, Polen, Venedig und einigen deutschen Fürsten anerkannt.
Um seinen Anspruch durchzusetzen, führte er zwischen 1527 und 1529 den sogenannten Krönungsfeldzug. Den Oberbefehl über die Kernarmee aus etwa 8000 Mann Fußsoldaten und 3000 Reitern hatte Markgraf Kasimir von Brandenburg. Ohne größere Schwierigkeiten gelangte die Armee am 18. August 1527 nach Ofen. Nach dem Tod des Markgrafen wurde Niklas Graf Salm zum Oberbefehlshaber ernannt. Zu einem entscheidenden Zusammenstoß kam es am 27. September bei Tokaj. Daraufhin musste Zápolya das Land verlassen. Ferdinand ließ sich am 2. November in Stuhlweißenburg krönen. Daraufhin kehrte er nach Wien zurück. Den noch zurückgebliebenen Truppen gelang am 8. März 1528 ein Sieg bei Szinye. Auch die restlichen Truppen Ferdinands verließen Ungarn wieder.
Allerdings hatten die Habsburger bereits seit den 1520er Jahren begonnen, die sogenannte Militärgrenze einzurichten. Dabei wurde der Grenzbereich mit persönlich freien wehrhaften Bauern besiedelt, und ständig besetzte Militärstützpunkte wurden angelegt. Die Militärgrenze diente zur Sicherung des habsburgischen Ungarn, aber auch des Reiches.

## Reichstürkenhilfe
Die Erfolge Karl V. auf dem italienischen Kriegsschauplatz machten es möglich, die 1521 von den Reichsständen des Heiligen Römischen Reiches bewilligten Romzugshilfe 1522 zu einer Unterstützung im Kampf gegen die Osmanen zur Reichstürkenhilfe umzuwandeln. Die Auszahlung war indes an Bedingungen geknüpft: Die Ungarn hatten verlässliche Angaben über ihren Anteil an der militärischen Zusammenarbeit zu machen. Dies konnten sie nicht erfüllen. Im Übrigen wollten die Reichsstände nur Gelder bewilligen, wenn das Reich selbst in Gefahr war. Daher dauerte es bis kurz vor dem Krieg von 1529, ehe die 1521 bewilligten Mittel in einem nennenswerten Umfang fließen konnten.
Noch schwieriger erwies sich die Schaffung einer längerfristigen „beharrlichen Türkenhilfe“. Die Reichsstände waren der Ansicht, dass der Kampf gegen die Osmanen die Sache der gesamten Christenheit wäre. Eine Zustimmung machten sie von der Zusage der anderen europäischen Staaten oder von dem Bemühen Karl V. um Frieden in Europa abhängig. Ohne Frieden in der Christenheit war an einen Erfolg über die Osmanen kaum zu denken. In den 1520er Jahren kamen die Bemühungen um eine beharrliche Türkenhilfe nicht von der Stelle. Im Vorfeld der nächsten Auseinandersetzung hatte Ferdinand beim Reichstag in Speyer das Heilige römische Reich um finanzielle Unterstützung gebeten. Dabei spielten Konfliktlinien im Reich wie der Konfessionsstreit eine wichtige Rolle. Ferdinand musste zugestehen, dass über die Türkenhilfe und die Religionsfrage zusammen und nicht getrennt beraten wurde. Immerhin wurde eine eilende Türkenhilfe beschlossen. Die dadurch ermöglichte Truppenanwerbung konnte zwar nicht mehr zum Schutz Ungarns eingesetzt werden, spielte aber eine Rolle bei der Belagerung von Wien. Zustatten kam Ferdinand auch, dass der Papst ihm die Quart auf geistige Besitzungen, Zehnten und andere Rechte einräumte.
Erst auf dem Reichstag von Augsburg von 1530 wurde die Türkenhilfe auf eine stärkere Grundlage gestellt. Neben einer kurzfristigen Hilfe in der Höhe der doppelten Romzughilfe trat eine beharrliche Hilfe für die Dauer von drei Jahren. Die Besoldung der Söldner wurde erhöht und die Möglichkeit geschaffen, die Truppen auch außerhalb des Reichsgebiets einzusetzen. Allerdings kam es erst 1542 tatsächlich zur Auszahlung der Gelder. Bis 1543 wurden die aus der Romzughilfe stammende Türkenhilfe von 1522, die eilende Türkenhilfe von 1530, die beharrliche Türkenhilfe von 1530 und die eilenden Türkenhilfe von 1541 bewilligt. Seit 1543 stellten die Stände nur noch Gelder bereit, wirkten aber nicht mehr auf die Durchführung ein. Berechnungsgrundlage waren die sogenannten Römermonate. Zur Zeit Karl V. kamen so 73,5 Römermonate mit einem Gesamtvolumen von 4 Millionen Gulden zusammen.

## Erste Wiener Türkenbelagerung

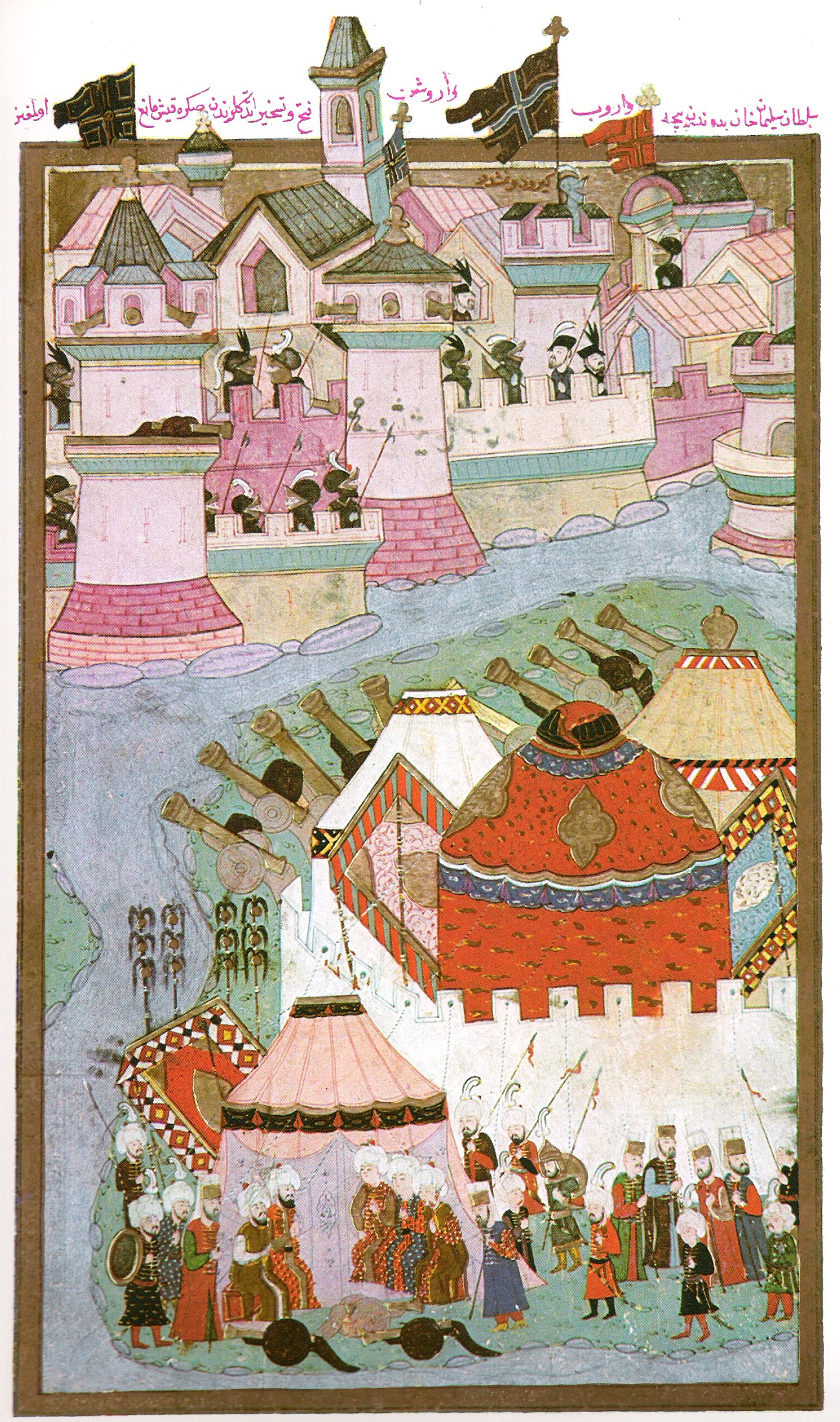
Der osmanische Diwan tritt zusammen: der Rückzug ist bereits beschlossen, die Kanonen schweigen, der Sultan ist abgereist. Osmanische Miniatur aus dem 16. Jahrhundert

Zápolya konnte seine Position wieder stärken und die Anhänger Ferdinands besiegen. Unter dem Kommando von Hans Katzianer ließ Ferdinand seine Truppen erneut in Ungarn einrücken und Ofen besetzen. Als die Truppen monatelang keinen Sold erhalten hatten, kam es zu Meutereien und Ausschreitungen. Daraufhin rief Zápolya die Osmanen zur Unterstützung auf.
Süleyman I. marschierte mit seinem Heer im Mai 1529 aus Konstantinopel ab und erreichte im Juni Belgrad. Vergeblich richtete Ferdinand einen Hilfeaufruf an die Christenheit. Durchaus energisch wurden die Verteidigungsvorbereitungen betrieben. Die Festungen im habsburgisch beherrschten Teil Ungarns wurden mit Truppen besetzt und Befestigungen in Niederösterreich insbesondere Wiener Neustadt und Wien in Stand gesetzt. Auch wurde ein spezielles Warnsystem mit Feuersignalen eingerichtet.
Die Osmanen erreichten am 24. August Ofen. Zápolya wurde nun ebenfalls zum König gekrönt. Von dort aus rückte Süleyman I. ohne nennenswerte Gegenwehr in Richtung Wien vor. Die Vorhut kam am 21. September bei der Stadt an und verheerte das Umland. Die Hauptmacht mit zahlreichen Geschützen langte am 27. September an. Die Armee bestand aus etwa 120.000–150.000 Mann kämpfender Truppen. Zusammen mit dem Tross war die Armee etwa 270.000 Mann stark. In Wien kommandierte Niklas von Salm bis zum 15. Oktober 1529 die Verteidiger. Er befehligte etwa 17.000 Mann. Nachdem die Osmanen große Verluste erlitten hatten, ließ der Sultan die Belagerung abbrechen, bevor die kaiserliche Entsatzarmee unter dem Pfalzgrafen Friedrich auf dem Kriegsschauplatz erschienen war. Diese verwickelte die abrückenden Osmanen noch in heftige Kämpfe, aber ohne dass dies eine größere Bedeutung hatte. Das osmanische Heer marschierte nach Konstantinopel zurück.
Den Hauptzweck der Unternehmung, Zápolya die Herrschaft in Ungarn zu sichern, hatte Süleyman I. erreicht, auch wenn es nicht gelungen war, Wien zu erobern. Zápolya hatte sich inzwischen dem Schutz und der Oberhoheit der Osmanen unterstellt.

## Türkenjahr 1532
Ferdinand stellte ein Heer von etwa 10.000 Mann auf und erreichte Ende Oktober Ofen. Die Stadt wurde von etwa 3000 osmanischen Soldaten verteidigt. Der österreichische Befehlshaber Wilhelm von Roggendorf begann mit der vergeblichen Belagerung der Stadt. Vor der heranrückenden stärkeren osmanischen Armee zog er sich nach Esztergom zurück. Die Osmanen unternahmen in dieser Zeit Plünderungszüge nach Krain. Inzwischen hatte Ferdinand am 21. Januar 1531 mit Zápolya einen letztlich auf ein Jahr befristeten Waffenstillstand geschlossen. Auch der Sultan erkannte den Vertrag an.
Nach Ablauf der Frist begann dieser den Krieg zu erneuern. Im April 1532 verließ das osmanische Heer Konstantinopel und bedrohte seit August Österreich. Der Reichstag in Regensburg beschloss die 1530 ermöglichte Einsetzung der eilenden Türkenhilfe. So konnten insgesamt 36.000 Mann aufgeboten werden. Hinzu kamen Truppen, die Karl V. aus Italien geschickt hatte. Es gelang Ferdinand zur Abwehr ein großes Heer von insgesamt über 100.000 Mann aufzustellen.
Unterstützung kam vom Reich und anderen Ländern. Mit Blick auf die gegnerischen Truppen verzichtete der Sultan auf eine zweite Belagerung Wiens und belagerte stattdessen vergeblich Güns. Durch das Wiener Becken und die Steiermark zog er Richtung Ungarn ab. Zur einzigen größeren Schlacht kam es bei der Verfolgung von Einheiten der Akinci unter Kasim Bey, die das Umland verwüstet hatten. Bei Leobersdorf wurde am 19. September 1532 ein etwa 10.000 Mann starker osmanischer Verband gestellt und in der Folge völlig aufgerieben. Das kaiserliche Heer löste sich Anfang Oktober wegen der Pest auf. Zu einem Gegenangriff auf die Osmanen in Ungarn kam es daher nicht. Dazu hatte die Armee auch keine Legitimation durch den Reichstag.
Die osmanischen Einfälle in den Jahren 1529 und 1532 hatten in Niederösterreich und der Steiermark etwa 200.000 Menschen das Leben oder die Freiheit gekostet. Es dauerte teils 40 Jahre, bis die Zerstörungen beseitigt waren.

## Friedensschluss und neuer Thronstreit

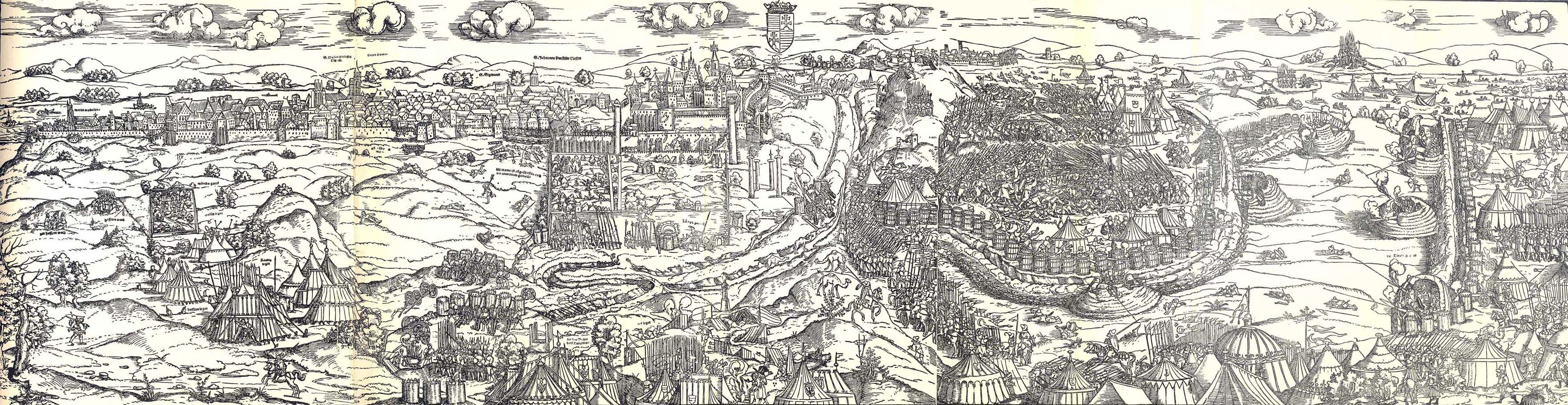
Belagerung von Ofen 1541

Ein vorläufiger Friedensschluss zwischen Ferdinand I. und Suleiman I. wurde 1533 in Konstantinopel geschlossen. Darin erkannten beide Seiten die jeweiligen Einflussgebiete in Ungarn an. Mit Zápolya und seinen Anhängern gab es in den folgenden Jahren noch verschiedene Auseinandersetzungen. Im Jahr 1538 musste der Herrscher von Siebenbürgen mit Ferdinand I. den Frieden von Großwardein schließen. In diesem erkannten Ferdinand I. und Karl V. Zápolya als König an und sagten ihm Hilfe gegen die Osmanen zu. Es wurde auch vereinbart, dass nach dem Tod Zápolyas dessen ungarisches Gebiet an Ferdinand fallen sollte. Diese Abmachung traf Zápolya zu einer Zeit, als er noch ohne Nachkommen war. Nachdem er etwas später die polnische Prinzessin Isabella Jagiellonica geheiratet hatte, erklärte er die Erbabmachung für ungültig.
Mit einer kurzen Unterbrechung durch ein gescheitertes Unternehmen Katzingers im Jahr 1537 hielt der Friede bis 1541. Zápolya starb 1540. Entgegen den Vereinbarungen wurde sein kleiner Sohn Johann Sigismund unter Regentschaft seiner Mutter zum König ausgerufen. Dieser Schritt wurde von Suleiman II. anerkannt. Damit wurde der Thronkonflikt in Ungarn erneuert. Der Reichstag in Regensburg gewährte eine eilende Türkenhilfe. Dafür mussten die Habsburger im Konfessionskonflikt Zugeständnisse machen.
Ferdinand reagierte mit einem neuerlichen militärischen Engagement in Ungarn. Der kaiserliche Befehlshaber Wilhelm von Roggendorf belagerte mit 20.000 Mann Ofen. Durch die heran marschierende Armee des Sultans wurden die Habsburger Truppen in die Flucht geschlagen. Der Sultan nahm Ofen in Besitz und setzte einen Statthalter ein. Seither war Ungarn dreigeteilt. Einen Teil beherrschte Ferdinand, Ostungarn und Siebenbürgen behielt Johann Sigismund, der Rest wurde türkisch. Zeitweise schien es zu einer Verständigung zu kommen. Die Königswitwe schien bereit zu sein, Ungarn Ferdinand zu überlassen. Die Ereignisse lösten im Reich ein großes Echo aus. Die Lage war gefährlich, da kurz zuvor der französische König Franz I. einen neuen Krieg begonnen hatte. Der Reichstag in Speyer bewilligte Gelder für den Türkenkrieg. Der Oberbefehl fiel dem Kurfürsten Joachim von Brandenburg zu. Insgesamt war die Reichsarmee etwa 60.000 Mann stark. Unterstützt wurden die Landtruppen durch 200 Schiffe auf der Donau. Das Heer erreichte Ende September 1542 Pest. Nach kurzer Belagerung musste Ferdinand die Aktion abbrechen lassen. Dahinter standen die sich verschlechternden Beziehungen zwischen Ferdinand und der Witwe Zápolyas. Ein weiterer Grund war das unter den Soldaten grassierende Fleckfieber. Ein kleiner Teil der Truppen blieb in Ungarn zurück. Um die Soldaten unterhalten zu können, musste Ferdinand seine Besitzungen in Schwaben verpfänden. Der Sultan marschiert mit der osmanischen Armee von Adrianopel heran, eroberte am 10. August 1543 Gran und nahm Anfang September Stuhlweißenburg ein.
Obwohl der Sultan bald wieder abzog, konnte sein Statthalter in Ofen große Gebiete unter seine Kontrolle bringen. Von Seiten Ferdinands fanden kaum noch offensive Handlungen statt, und die Reichshilfe beschränkte sich auf den defensiven Bereich. Im Jahr 1545 wurde erneut ein Waffenstillstand geschlossen und 1547 Frieden auf fünf Jahre. Ferdinands Machtbereich war damit auf Westungarn beschränkt. Er musste einen jährlichen Tribut von 30.000 Dukaten an die Osmanen akzeptieren. Die Osmanen teilten ihr Gebiet nunmehr in 15 Sandschaks ein. Die Dreiteilung Ungarns war damit bis ins späte 17. Jahrhundert festgeschrieben.

## Ereignisse zwischen 1550 und 1568

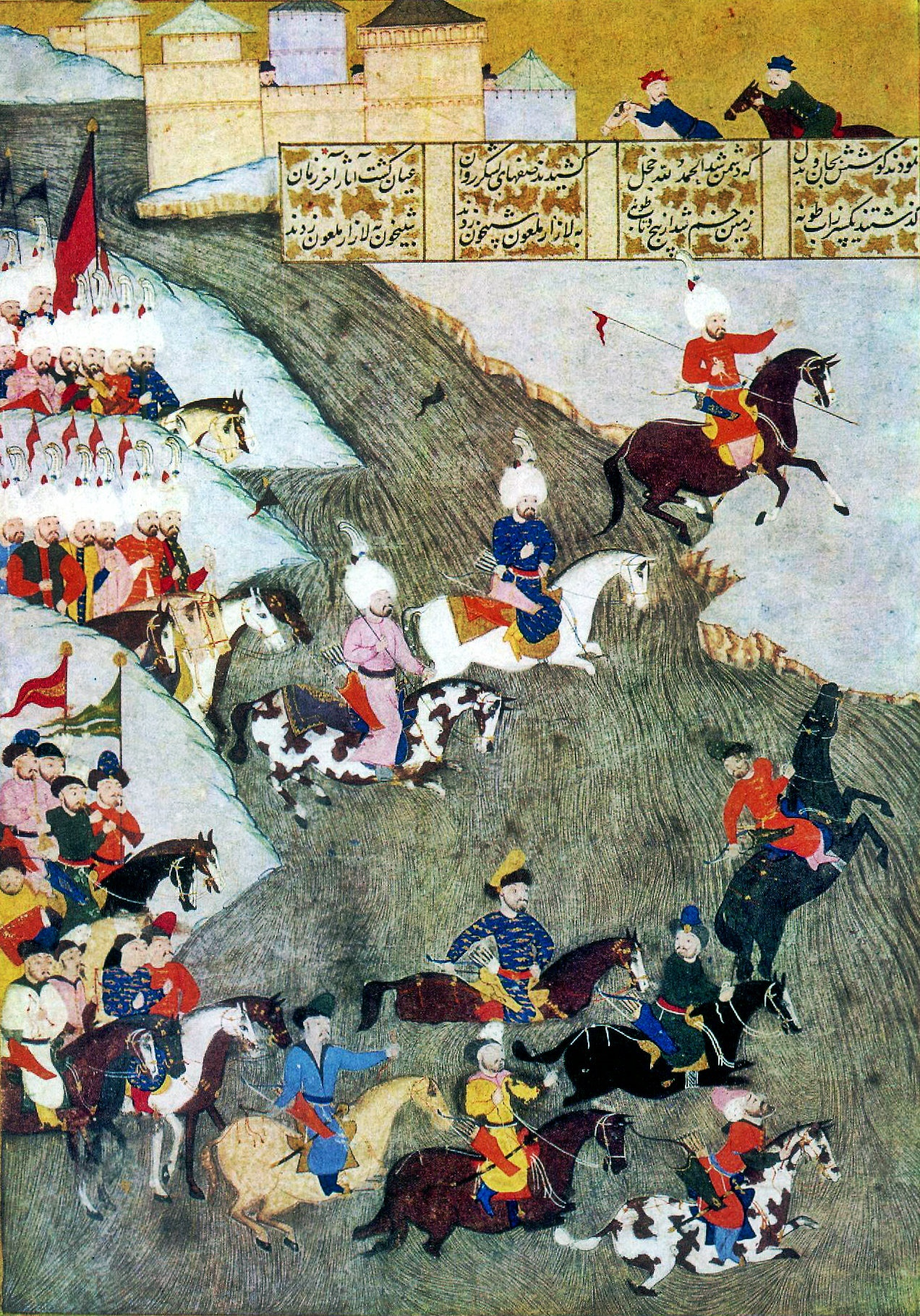
Belagerung von Szigetvar 1566

Im Jahr 1550 bat Siebenbürgen Karl V. gegen den Sultan um Hilfe. Dieser schickte ein Heer in das Land. Daraufhin reagierte 1551 Suleiman mit Krieg. Er ließ Timișoara vergeblich belagern. Ein Jahr später gelang es, die Stadt einzunehmen. Auch Lippa wurde erobert. Die habsburgischen Streitkräfte unter Erasmus von Teufel wurden 1552 in einen Gefecht mit den Truppen des Statthalters Ali Pascha bei Palast geschlagen. Den Osmanen gelang daraufhin die Eroberung von Szolnok. Dagegen konnte Eger gehalten werden. Das Eingreifen des Kurfürsten Moritz von Sachsen blieb ohne Erfolge. Die Osmanen gliederten das Gebiet um Temesvar in ihren Herrschaftsbereich ein.
In der Folge kam es zu keinen größeren Aktionen. Erst 1556 griffen die Osmanen Szigetvár an, weil von dort zahlreiche Überfälle auf ihr Gebiet verübt worden waren. Sie konnten den Ort nicht nehmen, weil inzwischen ein Entsatzheer herankam. Die Bedrohung schien so groß, dass Ferdinand die Hilfe des Reiches erbat. Tatsächlich beschlossen die Reichstage in Augsburg (1556/57) und Augsburg (1559) vergleichsweise hohe Hilfsgelder. Allerdings reichten auch diese zu einer dauerhaften Sicherung der ungarischen Besitzungen nicht aus. Im Jahr 1562 schloss Ferdinand I. Frieden mit dem Sultan. Er musste einige Gebietsverluste hinnehmen, ohne dass sich an den grundsätzlichen Machtverhältnissen etwas geändert hatte, allerdings wurden die jährlichen Tribute an den Sultan auf 30.000 Gulden erhöht.
Der Grenzverlauf zu Siebenbürgen blieb unsicher, und es kam zu zahlreichen kleineren Kämpfen. Johann II. Zápolya wollte den Tod Ferdinands 1564 nutzen, um seine Position gegenüber den Habsburgern zu verbessern. Anfangs konnte er durchaus militärische Erfolge erzielen. Der neue Kaiser Maximilian II. schickte ein Heer unter  Lazarus von Schwendi. Dieses drang tief nach Siebenbürgen ein. Dies rief aber die Osmanen als Schutzmacht Siebenbürgens auf den Plan.
Der mittlerweile alte Sultan Suleiman wollte daraufhin noch einmal in die Offensive gehen und plante unter anderem einen erneuten Angriff auf Wien. Die Bedrohung schien so groß, dass der Reichstag in Augsburg Geld bewilligte, um 8.000 Reiter und 40.000 Fußsoldaten zu besolden. Letztlich gelang es jedoch nur, ein Reichsheer von 40.000 Mann aufzustellen. Die Osmanen operierten von Temesvar aus und verheerten das gegnerische Gebiet. Dörfer wurden niedergebrannt und die Einwohner getötet oder versklavt. Die Stadt Gyula wurde erobert. Auch der Statthalter von Ofen begann mit Streifzügen jenseits der Donau. Den habsburgischen Truppen gelang es, die Stadt Veszprém und das Schloss Totis zu erobern. Der Statthalter wurde daraufhin hingerichtet. Der Sultan verließ mit dem osmanischen Hauptheer am 1. Mai Konstantinopel und erreichte im Juni Belgrad. Seit dem 5. August begann er mit der Belagerung von Szigetvár. Kurz bevor die Stadt fiel, starb Suleiman. Die osmanische Hauptarmee rückte nach der Eroberung der Stadt ab. Die Reichstruppen kamen kaum zum Einsatz. Am 17. Februar 1568 schloss Kaiser Maximilian II. mit dem Nachfolger Selim II. im Frieden von Adrianopel einen Frieden für acht Jahre ab. Dabei musste der Kaiser die osmanischen Besitzungen in Ungarn anerkennen und einen Tribut zahlen. Der Friede wurde mehrfach verlängert. Zwar kam es immer wieder zu Raub- und Plünderungszügen, aber es kam bis zum Beginn des Langen Türkenkriegs 1593 zu keinem großen Krieg mehr.